# 工業試験場
工業試験場（こうぎょうしけんじょう）は、工業に関する研究を行う日本の機関。独立行政法人や都道府県、大学の工学部、大規模な製造業関連の会社などが設置する。
なお、都道府県の木材試験場は林業試験場として扱う。